# سنگ‌توده

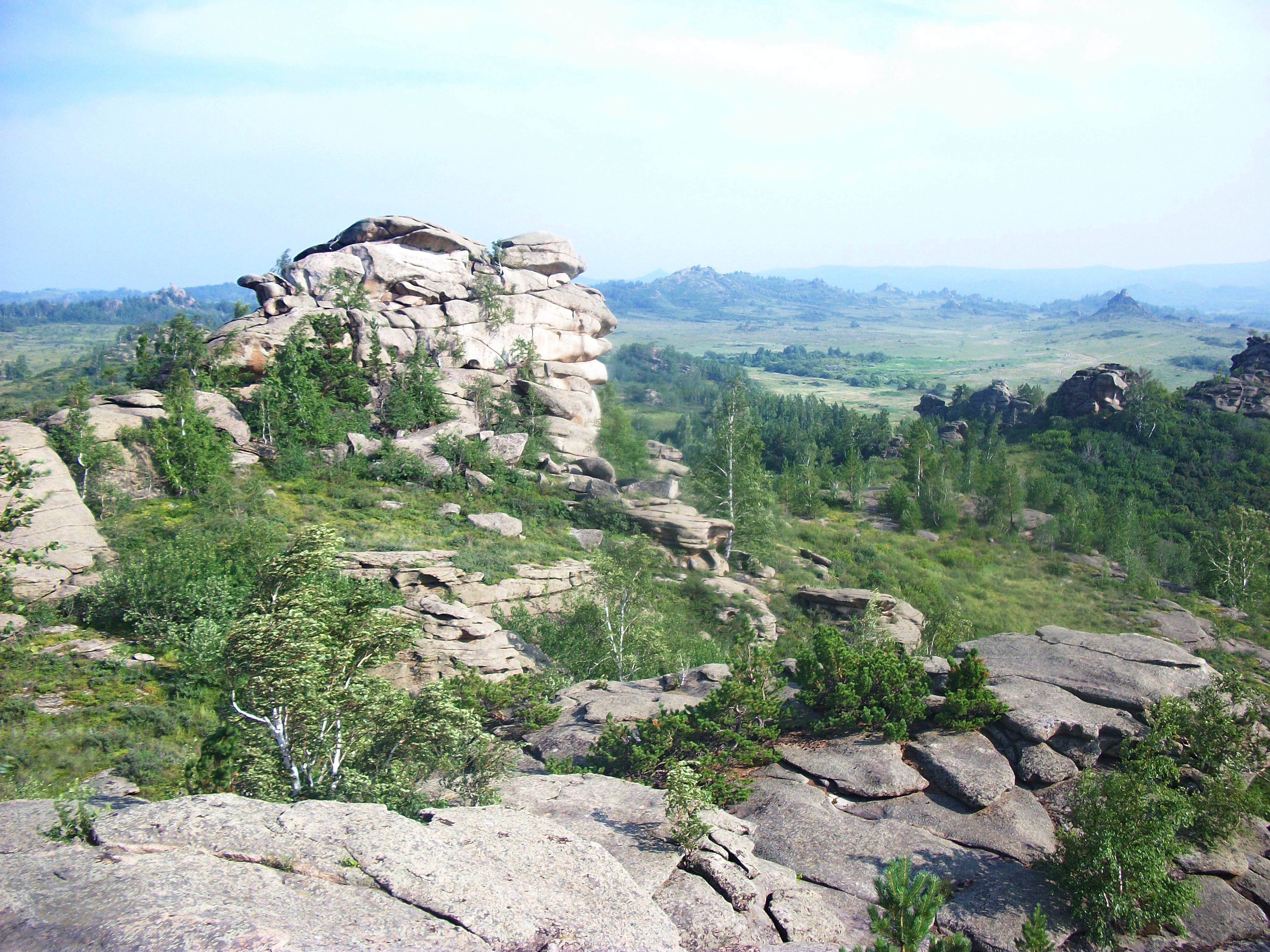
یک سنگ‌توده در منطقه آلتای، جنوب سیبری

سنگ‌توده (به انگلیسی: Tor) که توسط ژئومورفولوژیست‌ها به عنوان قلعه کپی یا کوپجه نیز شناخته می‌شود، یک رخنمون سنگی آزاد و بزرگ است که به‌طور ناگهانی از دامنه‌های صاف و ملایم پیرامون یک قله تپه‌ای گرد یا تاج یال کوه بالا می‌آید. در جنوب غربی انگلستان، این اصطلاح معمولاً برای خود تپه‌ها نیز به کار می‌رود - به‌ویژه نقاط بلند دارت موور در دوون و Bodmin Moor در کورن‌وال.

## تشکیل

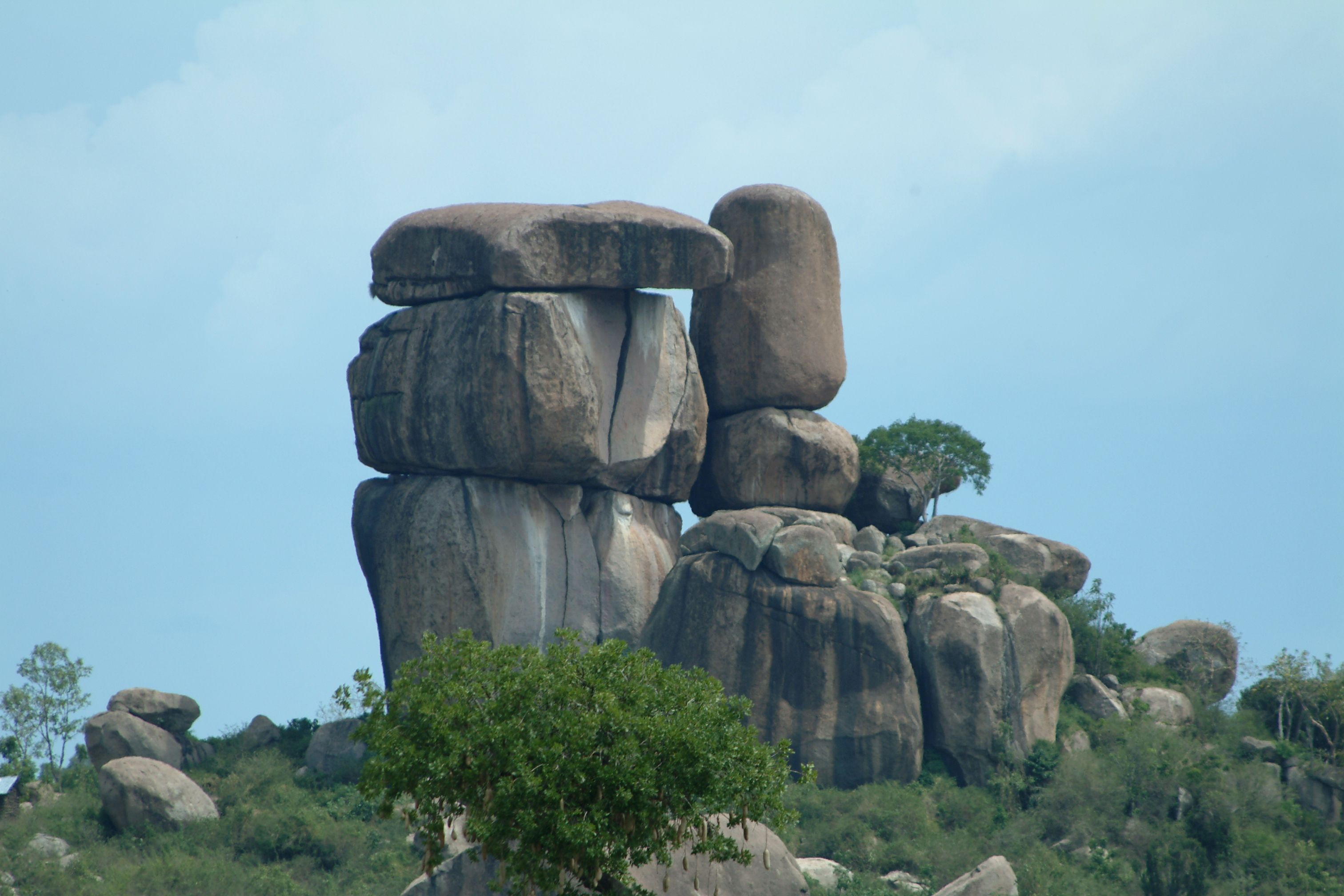
کیت میکای، یک سنگ‌توده مشهور در نزدیکی کیسومو، کنیا

سنگ‌توده‌ها، زمین‌چهرهایی هستند که در اثر فرسایش و هوازدگی سنگ، معمولاً از جنس گرانیت‌ها، بلکه شیست‌ها، داسیت‌ها، دولریت‌ها، ایگنیمبریت‌ها، ماسه‌سنگ‌های درشت و غیره ایجاد می‌شوند. سنگ‌توده‌ها عمدتاً کمتر از ۵ متر (۱۶ فوت) بلندی هستند. فرضیه‌های زیادی برای توضیح خاستگاه آنها ارائه شده‌است و این موضوع همچنان موضوع بحث بین زمین‌شناسان و ژئومورفولوژیست‌ها و جغرافیدانان فیزیکی است. این احتمال وجود دارد که سنگ‌توده‌ها توسط فرآیندهای ژئومورفیک ایجاد شده‌اند که به‌طور گسترده‌ای در نوع و مدت زمان با توجه به تفاوت‌های منطقه‌ای و محلی در آب و هوا و انواع سنگ متفاوت هستند.

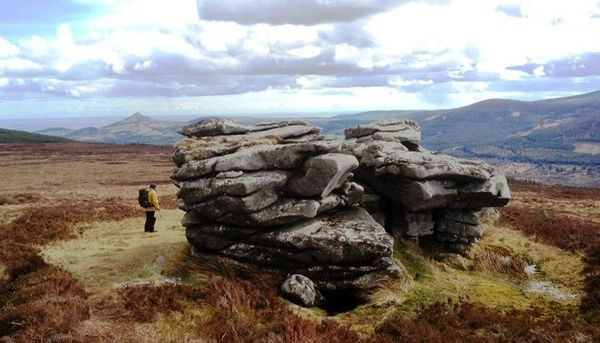
سنگ‌توده در نزدیکی قله Knocknagun، در ویکلو، ایرلند